# Lista do Patrimônio Mundial em Moçambique
A Organização das Nações Unidas para a Educação, a Ciência e a Cultura (UNESCO) propôs um plano de proteção aos bens culturais do mundo, através do Comité sobre a Proteção do Património Mundial Cultural e Natural, aprovado em 1972. Esta é uma lista do Patrimônio Mundial existente em Moçambique, especificamente classificada pela UNESCO e elaborada de acordo com dez principais critérios cujos pontos são julgados por especialistas na área. Moçambique, situado numa região de grande relevância comercial na era das Navegações e que acumula ainda hoje um vasto legado cultural luso-africano, ratificou a convenção em 27 de novembro de 1982, tornando seus locais históricos elegíveis para inclusão na lista.
O sítio Ilha de Moçambique foi primeiro sítio de Moçambique incluído na lista do Patrimônio Mundial por ocasião da 15ª Sessão do Comité do Património Mundial, realizada em Cartago (Tunísia) em 1991. Segundo a organização, o sítio destaca-se como um "relevante exemplar da arquitetura de tradições locais, influências portuguesas e influências indo-arábicas". Desde então, o local permanece como a única inclusão de Moçambique na Lista do Patrimônio Mundial.

## Bens culturais e naturais
Moçambique conta atualmente com os seguintes lugares declarados como Patrimônio da Humanidade pela UNESCO:
| | Ilha de Moçambique |
| Bem cultural inscrito em 1991. |                    |
| Localização: Nampula |                    |
| Nesta ilha se situa a cidade fortificada de Moçambique, antiga feitoria portuguesa situada na rota marítima das Índias. Sua surpreendente harmonia arquitetônica se deve a utilização constante dos mesmos métodos de construção e materiais (pedra ou macuti) desde o século XVI, bem como a ampliação dos princípios ornamentais sempre idênticos. (UNESCO/BPI) |                    |

## Lista Indicativa
Em adição aos sítios inscritos na Lista do Patrimônio Mundial, os Estados-membros podem manter uma lista de sítios que pretendam nomear para a Lista de Patrimônio Mundial, sendo somente aceitas as candidaturas de locais que já constarem desta lista. Desde 2008, Moçambique possui 4 locais na sua Lista Indicativa.
| “ | Manykeni é um centro regional de tradição zimbabuana do segundo milênio a.C. O sítio compreende uma fortificação em pedra e uma colônia adjacente situada a acerca de 52 quilômetros a oeste de Vilanculos, na região centro-sul de Moçambique. | ” |

| “ | Localizada ao longo da costa sudeste da província de Maputo, em Moçambique, a Área Marinha Protegida de Ponta de Ouro (AMPPO) é considerada um dos 8 principais locais de biodiversidade (paisagens marinhas) de importância global dentro da Ecorregião Marinha da África Oriental (EMAO). O sistema AMPPO se estende da parte norte do Greater St Lucia Wetland Park (GSLWP) na África do Sul por aproximadamente 98 km ao norte até a Ilha Inhaca, cobrindo uma área de 674 km². | ” |

| “ | O Arquipélago de Quirimbas, um patrimônio cultural e natural no norte de Moçambique, consiste em 31 ilhas que se estendem ao sul do Cabo Delgado por aproximadamente 200 milhas. Essas ilhas, que correm ao longo da costa, estão parcialmente ligadas à costa por barras de areia, recifes de corais, manguezais e água rica em vida marinha. | ” |

| “ | Ao longo da mística Cordilheira Vumba, no centro de Moçambique, uma colina sagrada denominada Chinhamapere é uma das características proeminentes da paisagem. O local compreende as mais conhecidas pinturas de arte rupestre de caçadores-coletores (compreendendo várias figuras humanas, algumas segurando arcos e flechas e outras em transe) escondidas em uma floresta sagrada e um conjunto de rituais vivos de Shona conectados com símbolos de arte rupestre e a paisagem. | ” |